# Rue de Rivoli
De Rue de Rivoli is een van de bekendste straten in het centrum van de Franse hoofdstad Parijs. De ruim drie kilometer lange straat is genoemd naar de Slag bij Rivoli (14-15 januari 1797), waar Napoleon een overwinning op de Oostenrijkers behaalde. Het straatbeeld toont een mengeling van monumentale bebouwing en hedendaagse architectuur. Kenmerkend zijn de statige huizenblokken met arcades, vooral in het westelijk deel van de straat. Over een lengte van circa 650 meter strekt de straat zich uit langs de noordgevel van het Louvre. De Rue de Rivoli is een van de belangrijkste winkelstraten van Parijs.

## Geschiedenis
Napoleon liet de straat dwars door het hart van Parijs aanleggen: het eerst aangelegde stuk liep vanaf de Place de la Concorde, toen nog Place Louis XV geheten, langs de Tuilerieën en de noordzijde van het Louvre, dat Napoleon verder liet uitbouwen. Voor het eerst zou er een brede straat langs de noordelijke vleugel van het oude paleis lopen. In het meest westelijke deel van de straat, tussen de Rue de Mondovì en de Rue Saint-Florentin, dat al in 1757-1758 tot stand was gekomen, hadden alle huizen identieke gevels, wat een monumentaal straatbeeld opleverde. De architecten van Napoleon namen dit voorbeeld over. Op Napoleons uitdrukkelijke verzoek werden ook de typerende arcades van de 17e-eeuwse Place des Vosges hier op een aangepaste, 19e-eeuwse wijze toegepast.

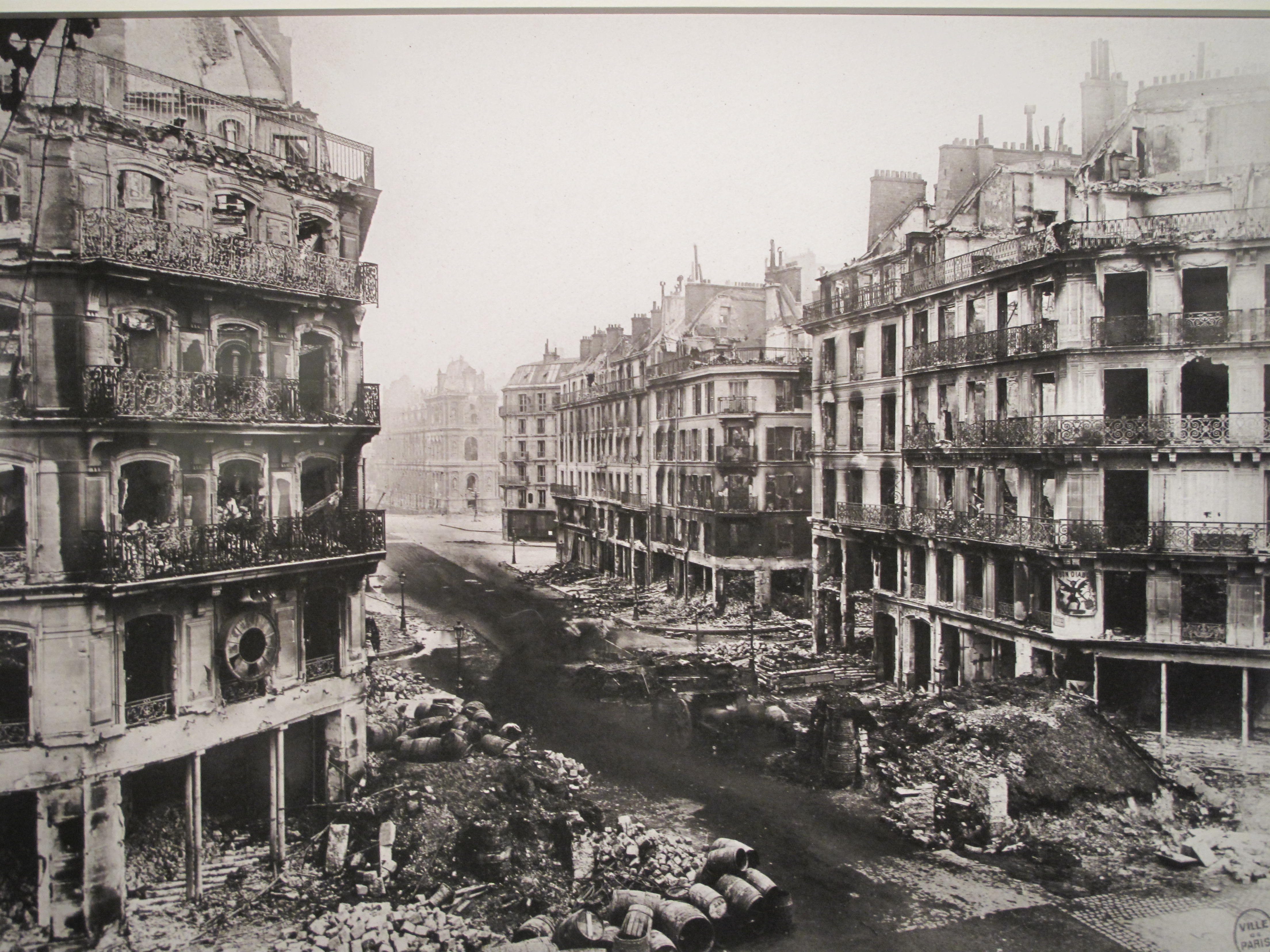
Na de Commune, mei 1871

Onder de Bourbons Karel X en Lodewijk Filips werd de Rue de Rivoli verder uitgebreid vanaf het Louvre oostwaards. Uiteindelijk liet Napoleon III de straat doortrekken tot voorbij het grotendeels 17e-eeuwse quartier Le Marais. De straat eindigt daar bij de Église Saint-Paul-Saint-Louis, waar ze overgaat in de Rue Saint-Antoine.
In 1871 werd in de Rue de Rivoli, zoals in veel andere straten, brand gesticht door de pétroleuses van de Parijse Commune, die wilden voorkomen dat de stad in handen van de regeringstroepen zou vallen. De huizen werden weer in hun oude pracht opgebouwd. Achter de anonieme gevels bevinden zich grote en luxueuze woningen, winkels en hotels. In het Hotel Meurice resideerde de Duitse bevelhebber van Groot-Parijs, Dietrich von Choltitz.
De Rue de Rivoli heeft in het laatste kwart van de 20e eeuw veel van de luxe winkels van voorheen verloren. Daar kwamen vaak toeristenwinkels voor in de plaats. Er zijn nog wel exclusieve adressen zoals de chocolaterie Angelina waar de Parijse 'chic' 's middags warme chocolade drinkt.

### Sinds 2020: omvorming naar fietsstraat
Vanaf het einde van de jaren 2010 veranderde de verdeling van het verkeer opmerkelijk: bij een eerste heraanleg tussen de metrostations Saint-Paul en Hôtel de Ville kreeg de Rue de Rivoli in september 2018 een busbaan en een fietspad tot aan de Boulevard de Sébastopol, en bleef er nog één rijstrook over voor het andere gemotoriseerd verkeer.
Op 16 september 2020 kondigde Anne Hidalgo, burgemeester van Parijs, aan dat de 50 km tijdelijk afgebakende coronafietspaden na de Covid-19-pandemie permanent zouden worden. De Rue de Rivoli is sindsdien verboden voor autoverkeer, motor- en bromfietsen, met uitzondering van bussen, taxi's en voertuigen voor leveringen.
In 2003 werden over de hele Rue de Rivoli meer dan 25.000 voertuigen geteld voor alle vervoerswijzen samen, maar toen nog vooral gemotoriseerd verkeer.
Met de nieuwe verkeerssituatie is dit drastisch veranderd: de verkeersteller aan de Bourdonnaisstraat telde alleen al op dit punt in januari 2024 op werkdagen gemiddeld 10.000 tot 14.000 fietsen en steps, naast 4.000 tot 6.000 andere voertuigen.

## Bezienswaardigheden

### Monumenten

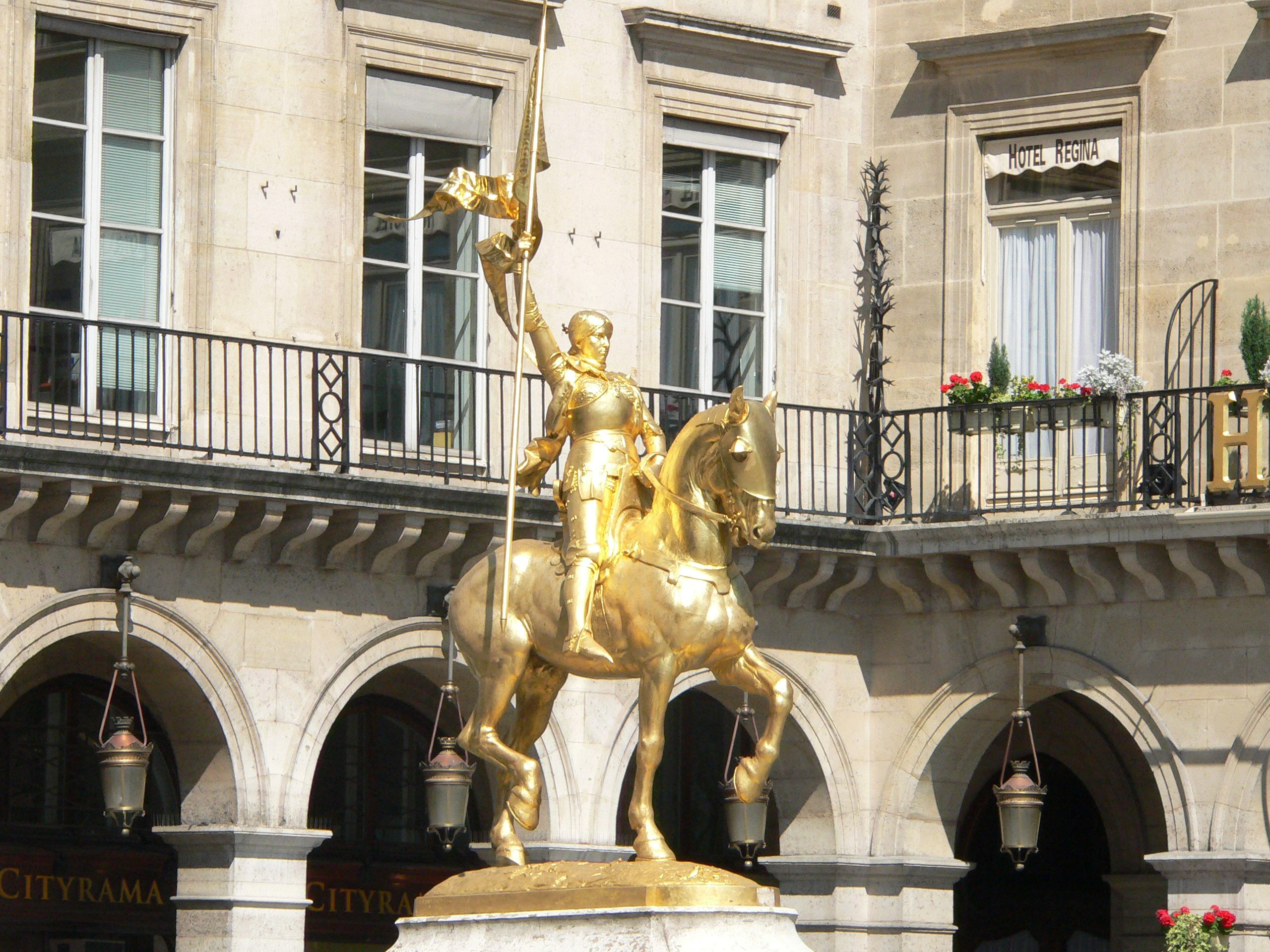
Ruiterstandbeeld van Jeanne d'Arc

In het westelijk deel van de Rue de Rivoli, op de Place des Pyramides tegenover de Tuilerieën, staat een verguld ruiterstandbeeld van Jeanne d'Arc, vlak bij de plaats waar ze op 8 september 1429 gewond raakte tijdens een mislukte aanval op het door de Engelsen bezette Parijs. Iets meer in de richting van de Place de la Concorde leidt de Rue de Castiglione naar de Place Vendôme met zijn imposante Colonne de Vendôme. Een andere triomfzuil uit de tijd van Napoleon bevindt zich op de Place du Châtelet, enkele tientallen meters ten zuiden van de Rue de Rivoli, ter hoogte van de Tour Saint-Jacques. Midden op dit plein staat de Fontaine du Palmier.

### Bouwwerken
De straat voert langs enkele bekende Parijse monumenten, achtereenvolgens van west naar oost:
- Het Louvre herbergt een van de grootste musea ter wereld. Direct aan de Rue de Rivoli bevindt zich de noordelijke Richelieuvleugel uit de 17e eeuw, die in de 19e eeuw door Louis Tullius Visconti en Hector Lefuel werd verlengd tot aan de Tuilerieën. Tot aan de jaren 1980 bevond zich hier het Franse ministerie van Financiën.
- De kerk Église Saint-Germain-l'Auxerrois, gebouwd tussen de 12e en 15e eeuw. Sindsdien is deze enkele malen verbouwd, het laatst in de 19e eeuw.
- Het warenhuis La Samaritaine bevindt zich tussen de Rue de Rivoli, de Rue de la Monnaie die naar de Pont Neuf leidt en de Quai du Louvre. Het gebouw werd tussen 1928 en 1930 gebouwd, naar een ontwerp van François Jourdain.
- De Saint-Jacquestoren, gebouwd aan het begin van de 16e eeuw. Het is een overblijfsel van de in 1797 afgebroken kerk van Saint-Jacques-la-Boucherie.
- Het Stadhuis van Parijs (Hôtel de ville de Paris), deels 16e-, deels 19e-eeuws. Ertegenover ligt het warenhuis Bazar de l'Hôtel de Ville (BHV).
- Onder de straat loopt een van de grotere bakstenen riolen van het Parijse rioleringssysteem, inclusief smalle kades voor de rioleringswerkers.

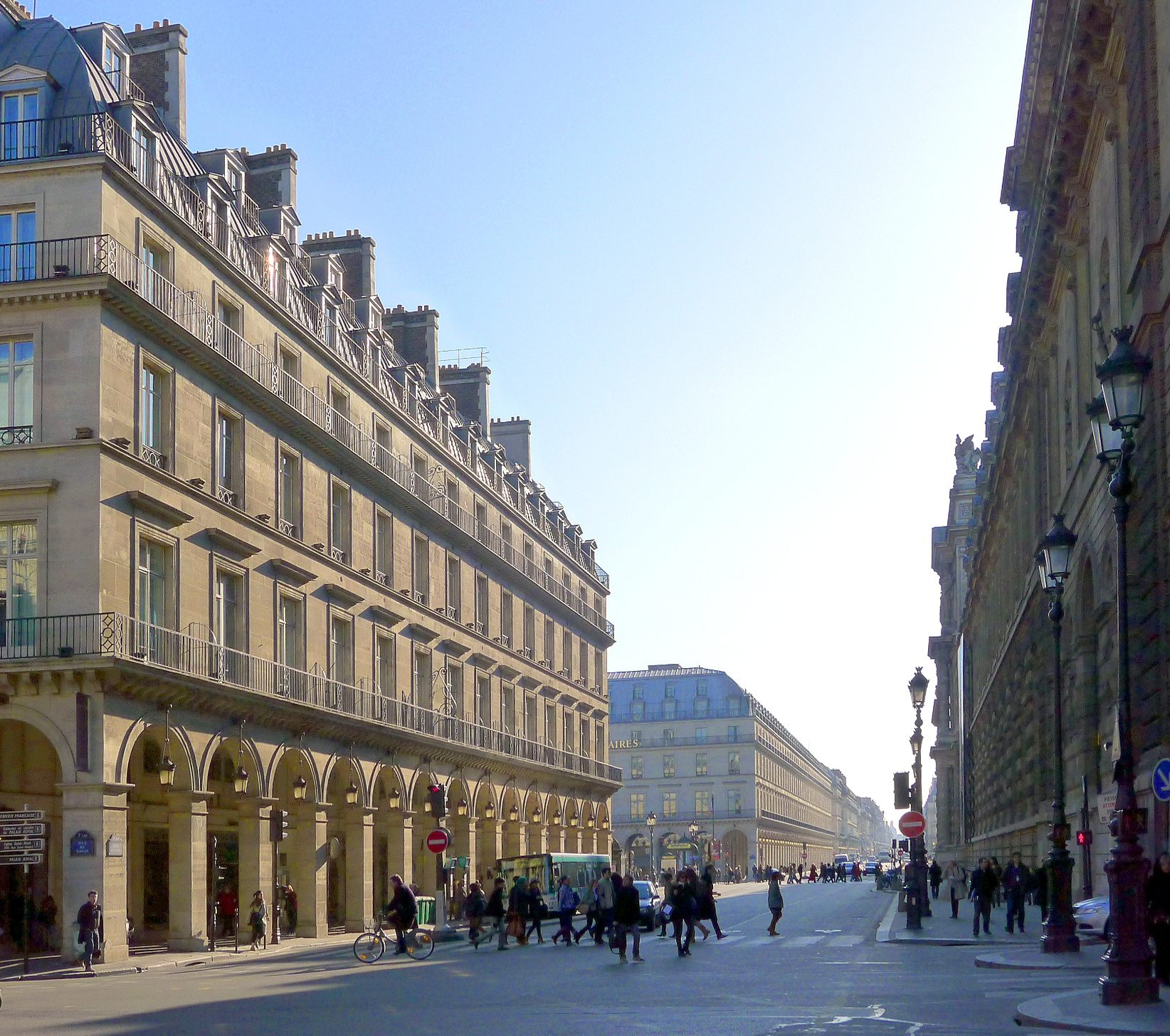
Nabij het Louvre (rechts)
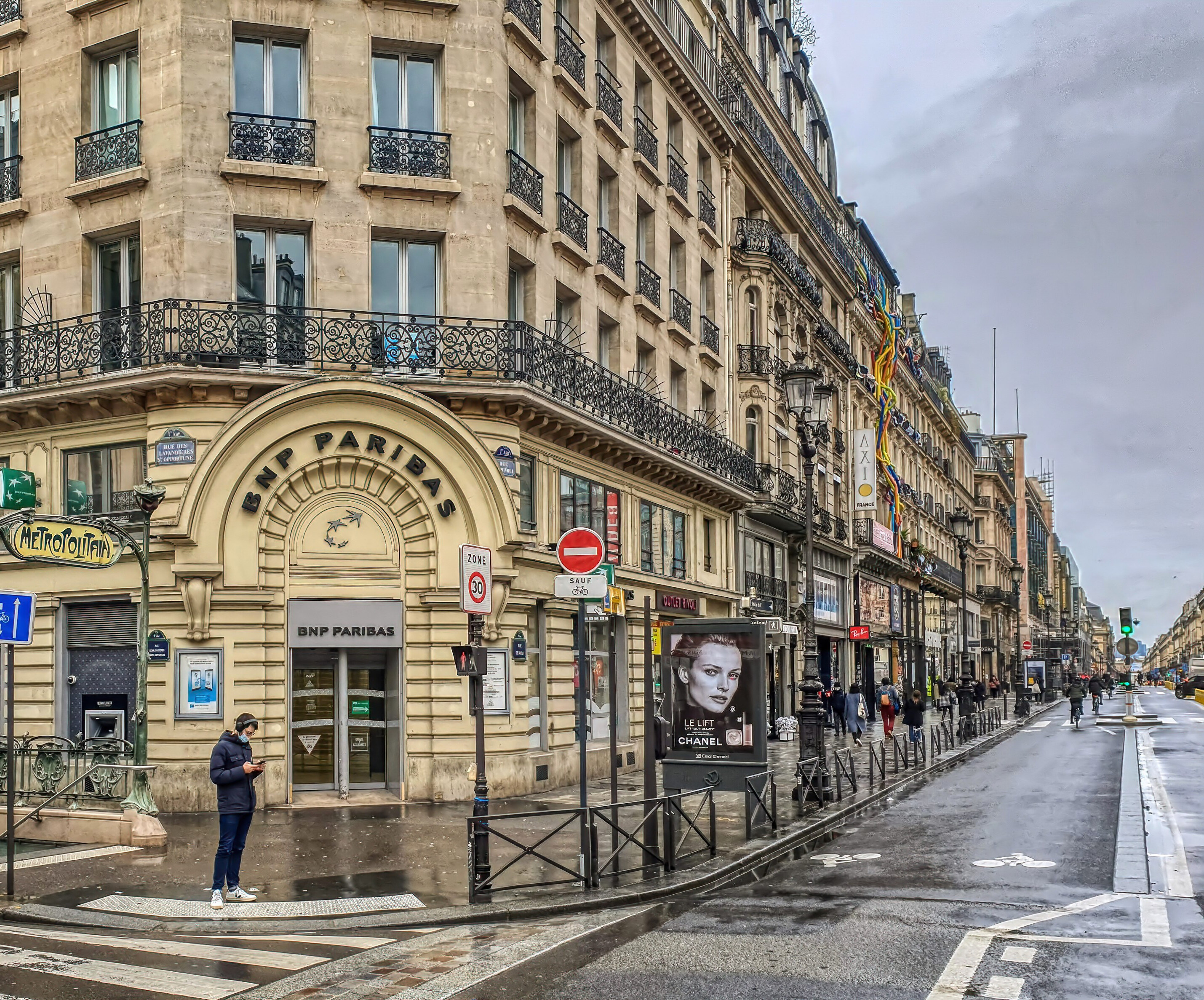
Nabij metrostation Châtelet
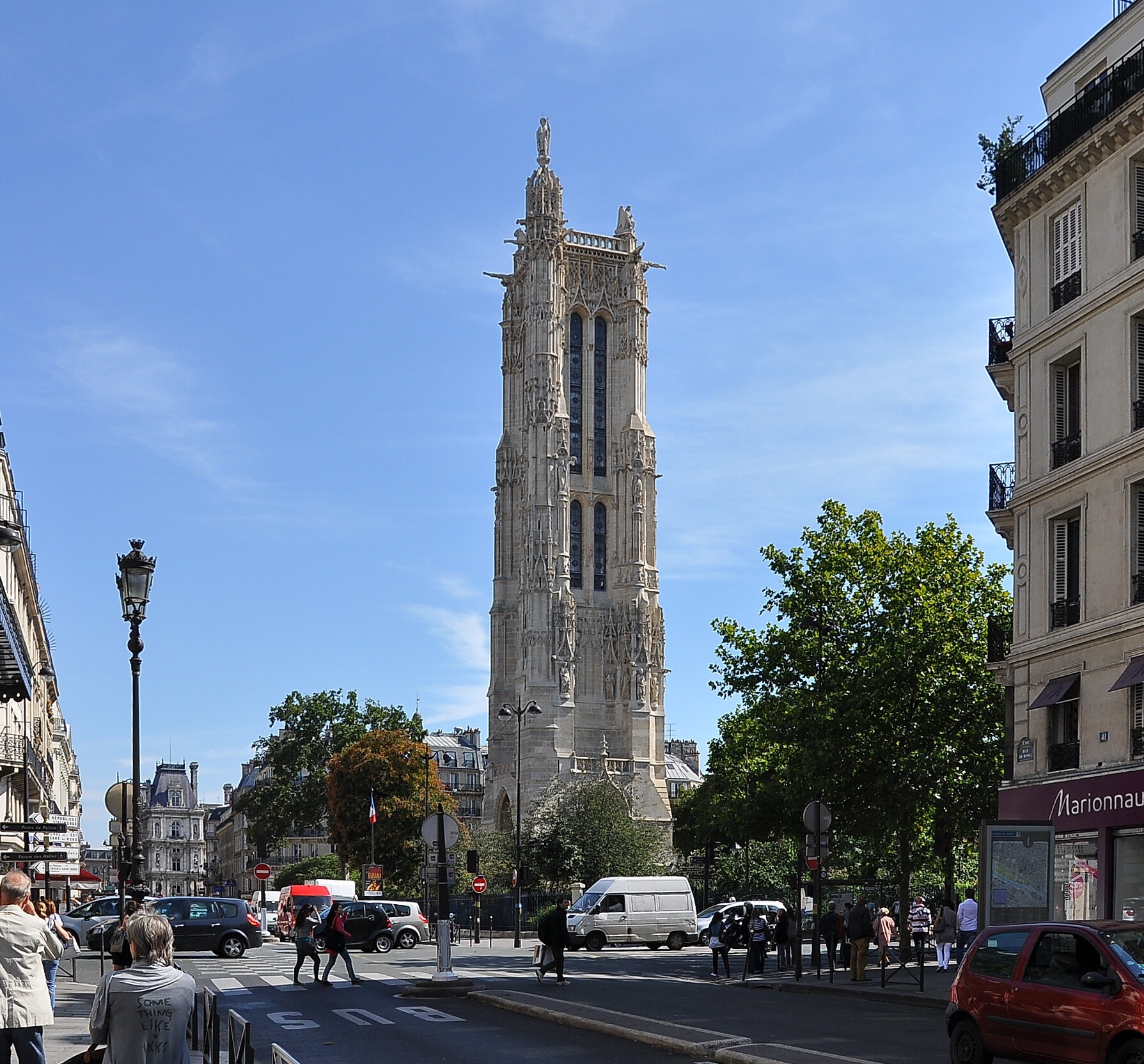
Tour Saint-Jacques
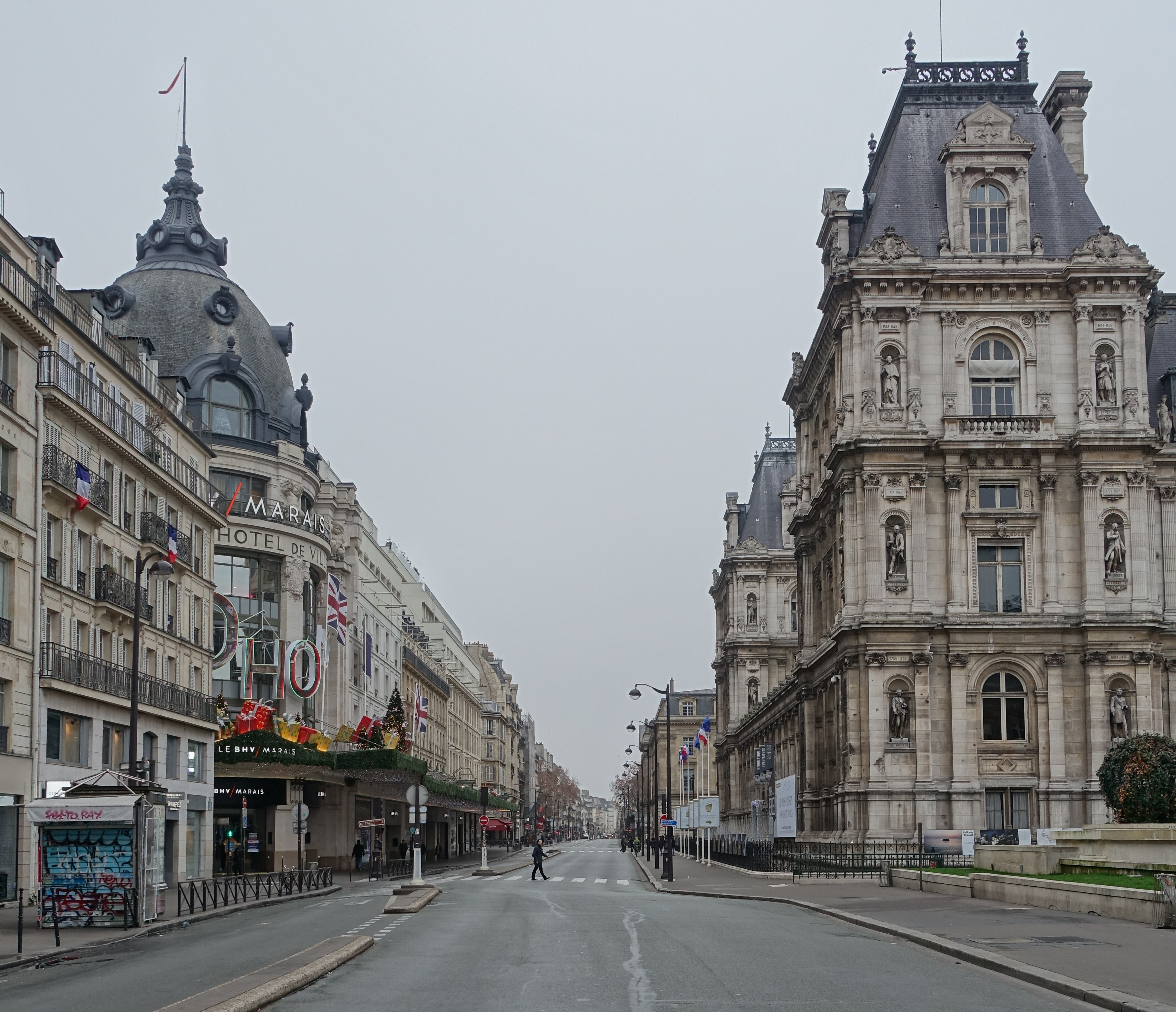
BHV en Stadhuis (rechts)